# يورغن براهمر
يورغن براهمر (بالألمانية: Jürgen Brähmer) مواليد 5 أكتوبر 1978 في اشترالزوند، ألمانيا الشرقية، هو ملاكم محترف ألماني. حقق بطولة رابطة الملاكمة العالمية وبطولة منظمة الملاكمة العالمية.

## إحصائيات
خاض خلال مسيرته 51 نزالا، فاز في 48 وخسر في 3. فاز بالضربة القاضية في 35 نزالا.

## روابط خارجية
- يورغن براهمر على موقع بوكس ريك (الإنجليزية) (registration required)